# Kuznetsov NK-32
El motor Kuznetsov NK-32 (Кузнецов НК-32) es un motor de reacción tipo turbofán de bajo índice de derivación para uso militar. Es un motor de tres ejes y está equipado con postquemador. Equipaba inicialmente al bombardero supersónico ruso Tupolev Tu-160 Blackjack y más tarde se equipó también con una evolución de este motor (el NK-321) al Tupolev Tu-144LL empleado por la NASA como laboratorio volante. Lo fabricaba Kuznetsov.
Es el motor más potente y grande que ha equipado nunca un avión militar (no es el más grande del mundo ya que aviones comerciales montan motores con más empuje en los que se sacrifica velocidad de salida de gases de escape para acelerar más masa de aire y obtener un mayor empuje a menores velocidades).

## Características

### Geométricas
- Tipo: turbofan de bajo índice de derivación con postquemador
- Longitud: 6 m
- Diámetro: 1,46m
- Peso: 3.400 kg

### Elementos del motor
- Compresor: 3 etapas baja presión, 5 de media presión y 7 de alta presión
- Cámara de combustión: anular con inyección de vaporización
- Turbina: 1 etapa alta presión, 1 etapa media presión, 2 etapas de baja presión

### Funcionales
- Empuje: 137 kN, 245 kN con postquemador
- Relación de compresión: 28,4
- Masa de aire: 130 kg
- Temperatura de entrada a turbina: 1.357 °C
- Consumo específico: 0,72-0,73 kg/kgf/hora subsónico, 1,70 kg/kgf/hora supersónico
- Impulso específico: 7,35 Kgf/Kg

## Desarrollo
Fue el resultado de la investigación para crear nuevos motores supersónicos de gran potencia que propulsaran aviones supersónicos de gran tamaño como el Tupolev Tu-144 o el Tupolev Tu-22. El motor que usa el Tupolev Tu-160 es la primera versión de la serie NK-32, el NK-32-1 (NK-321). El motor se desarrolló durante los años 80 en la planta de Kuznetsov en Samara cuando la Unión Soviética operaba aviones como el Tupolev Tu-22 o el Tu-144. Se dejaron de fabricar después de la caída de la URSS.
En este período los motores existentes se arreglaban con piezas de otros motores incluso de diferentes modelos. Rusia planea para el 2014 reanudar la fabricación de estos motores para el Tu-160 con la designación NK-321.